# Алмали (Атирауська міська адміністрація)
Алмали́ (каз. Алмалы) — село у складі Атирауської міської адміністрації Атирауської області Казахстану. Адміністративний центр Алмалинського сільського округу.
Населення — 3684 особи (2021; 2263 у 2009, 1688 у 1999, 1548 у 1989).